# Mandibola di Mauer

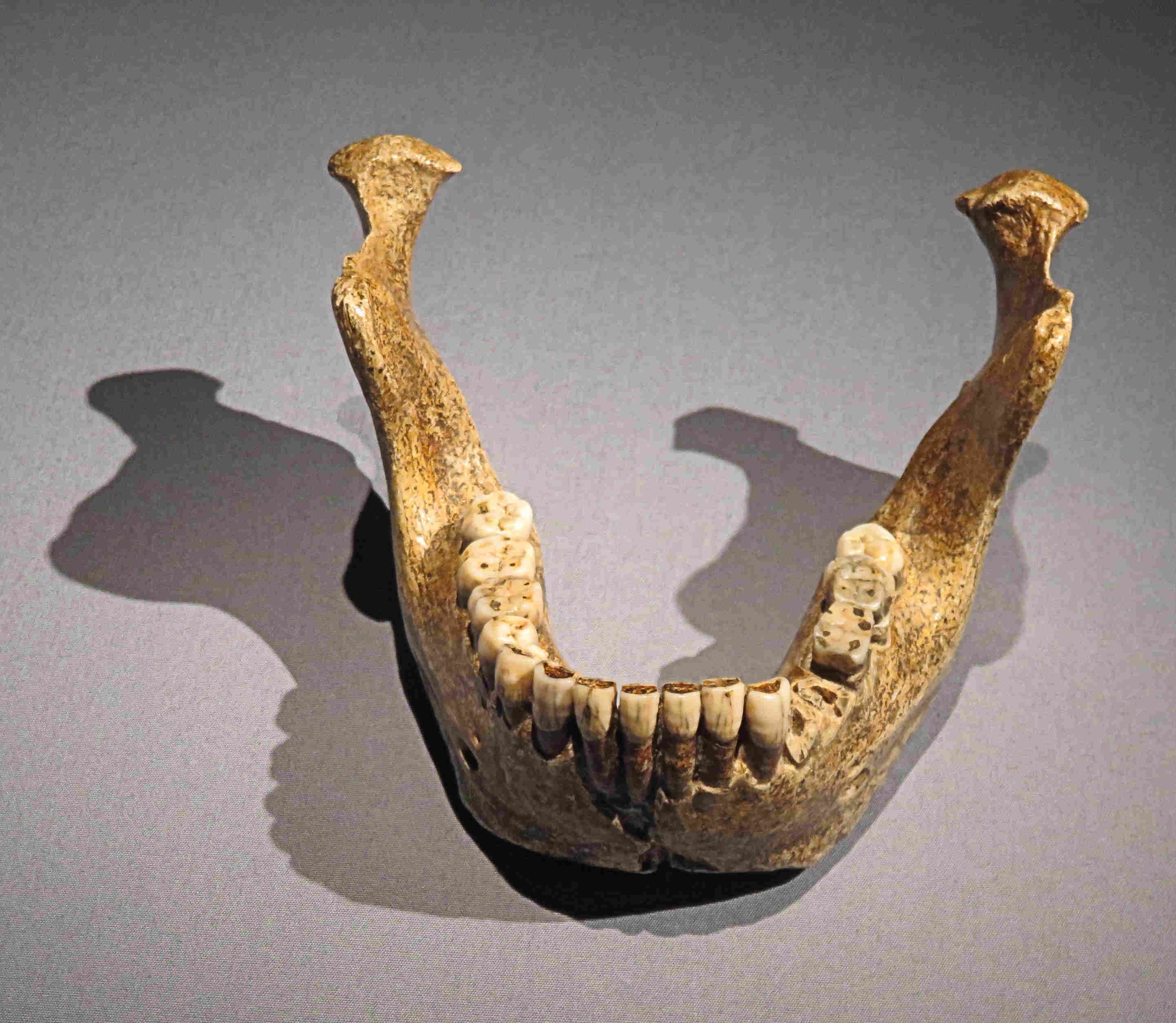
La mandibola di Mauer (originale). I due premolari di sinistra sono andati perduti a causa di una inadeguata conservazione durante la Seconda Guerra Mondiale.

La mandibola di Mauer o Mauer 1 è il più antico reperto fossile appartenente al genere Homo trovato in Germania.
È stata scoperta nel 1907 in una cava di sabbia del comune di Mauer, nel Baden-Württemberg, situato circa 10 km a sud-est della città di Heidelberg.
La mandibola Mauer 1 è l'olotipo della specie Homo heidelbergensis. Alcuni ricercatori europei propongono di classificarlo come Homo erectus heidelbergensis, considerandolo una sottospecie dell' Homo erectus.
Nel 2010, utilizzando tecniche radiometriche, l'età della mandibola è stata esattamente determinata in 609.000 ± 40.000 anni. Nella letteratura specialistica l'età veniva precedentemente stimata in 600.000 o 500.000 anni in base a metodi di datazione meno accurati.

## Scoperta

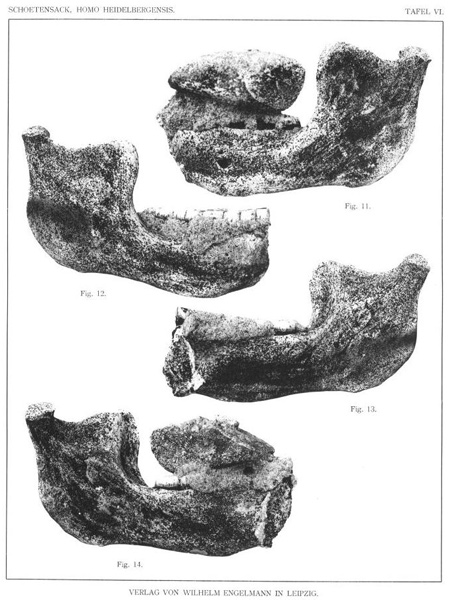
Le condizioni originali con il materiale cementato.

Il 21 ottobre 1907, Daniel Hartmann, che lavorava nella cava di sabbia Grafenrain aperta nei campi aperti della comunità di Mauer, trovò una mandibola alla profondità di 24,64 m, che egli riconobbe subito essere di origine umana.
 
Hartmann era consapevole della possibilità di fare dei ritrovamenti perché da oltre 20 anni Otto Schoetensack, dell'Università di Heidelberg, chiedeva che i lavoratori della cava di sabbia fossero incoraggiati a cercare fossili, dopo che nel 1887 era stato scoperto il cranio ben conservato di un elefante dalle zanne dritte. Schoetensack aveva spiegato ai lavoratori quali fossero le caratteristiche delle ossa umane durante le sue frequenti visite alla cava di sabbia alla ricerca di tracce umane.
Nella fase di estrazione della sabbia con la pala, la mandibola fu gettata in aria assieme alla sabbia e fu scoperta solo successivamente rotta in due parti. Una parte del lato sinistro della mandibola non è mai stato trovato. La mandibola presentava uno spesso strato di sabbia cementata attorno ai canini e ai molari, caratteristica comune anche a molti altri fossili trovati nella cava. La cementazione è provocata dalla carbonatazione del calcio. Un grumo di calcare, probabilmente del tipo definito Muschelkalk, lungo 6 cm e largo 4 cm, era fermamente attaccato alla crosta sabbiosa sulla sommità dei premolari e di due molari frontali sul lato sinistro della mandibola.
Il responsabile della cava di sabbia comunicò immediatamente la scoperta a Schoetensack, il quale esaminò e documentò il reperto fossile. I risultati furono presentati nell'autunno dell'anno successivo in una monografia. Il 19 novembre 1907 Schoetensack attestò in un documento legale che il responsabile della cava, Josef Rösch, aveva donato il reperto fossile all'Università di Heidelberg. La mandibola è oggi conservata all' Istituto di Paleontologia e Geologia e viene considerato "il reperto più importante della collezione di storia naturale dell'Università di Heidelberg". Sul lato interno della mandibola è scritto, con inchiostro nero e carattere maiuscoletto, il numero di catalogo "GPIH 1" (la sigla GPIH è l'acronimo di: Geologisch-Paläontologisches Institut Heidelberg) e più in basso il nome del reperto "Mauer 1".
Tra gli altri reperti trovati nella cava ci sono i manufatti Hornstein, scoperti nel 1924 da Karl Friedrich Hormuth, che vengono considerati come utensili in pietra dell’Homo heidelbergensis. Nel 1933 Wilhelm Freudenberg ha scoperto un frammento di osso frontale, anch'esso attribuito all' Homo heidelbergensis.

## Descrizione del fossile

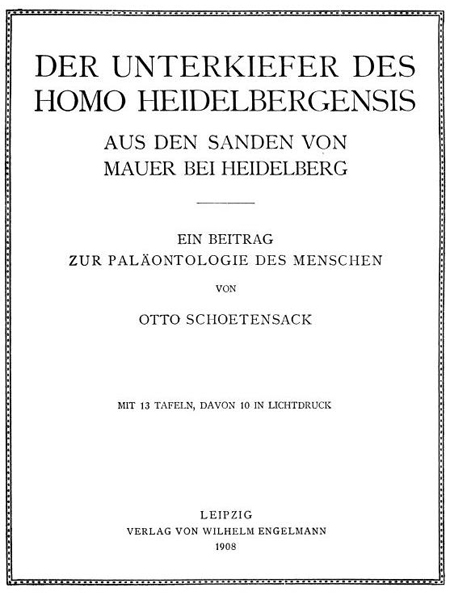
Frontespizio originale della monografia di Otto Schoetensack del 1908.

Nella monografia di Otto Schoetensack del 1908 con la descrizione dell'olotipo, l'analisi anatomica della mandibola di Mauer è in gran parte basata sulla perizia redatta dal professor Hermann Klaatsch, di Breslavia, che viene appena citato da Schoetensack nella prefazione con un breve ringraziamento.
Schoetensack notò che "la natura del reperto rivela a prima vista una certa sproporzione tra la mandibola e i denti: i denti sono troppo piccoli rispetto all'osso. Lo spazio disponibile avrebbe permesso una maggiore flessibilità di sviluppo." Aggiungendo poi che "mostra una combinazione di caratteristiche mai trovata prima su una mandibola recente o fossilizzata. La natura della dentizione prova che si tratta di reperti umani: i canini non mostrano tracce di una crescita superiore rispetto agli altri gruppi di denti e questo suggerisce uno sviluppo armonico come nel caso degli uomini anatomicamente moderni."
Le caratteristiche della mandibola sono la mancanza del mento e la notevole dimensione dell'osso mandibolare inferiore, sul quale avrebbe potuto trovare posto anche un quarto premolare in aggiunta al dente del giudizio. Dato che il terzo molare (dente del giudizio) risulta già presente e la sua dentina è esposta, anche se in poche zone, l'età dell'individuo al momento della sua morte viene stimata essere compresa tra 20 e 30 anni.
Schoetensack dedusse una relazione con il moderno Homo sapiens in base alla similarità della dentizione e attribuì la mandibola al genere Homo, opinione tuttora condivisa dai paleoantropologi. Ne derivò pertanto l'autorità per definire la nuova specie con l'epiteto heidelbergensis in base alla mancanza del mento. Con il sottotitolo della sua monografia ("Contributo alla paleontologia della specie umana") si schierò apertamente sulla linea darwiniana nel dibattito allora in corso se l'uomo si fosse evoluto dal regno animale o se fosse il risultato di un atto singolo come la creazione.
Schoetensack assunse invece una posizione più cauta per quanto riguardava il preciso posizionamento della mandibola di Mauer nella catena ancestrale che porta all'uomo moderno. Scrisse infatti che "sembra possibile che l' Homo heidelbergensisappartenga alla serie ancestrale dell'uomo europeo" ma che, dopo un dettagliato confronto con gli altri fossili europei, "dobbiamo considerare la mandibola di Mauer come pre-neandertaliana." Quest'ultima affermazione si è dimostrata corretta.
Egli si sbagliò invece nel ritenere che "la mandibola dell' Homo heidelbergensis rivelasse l'antenato comune tra scimmie antropomorfe e genere umano". Già nel 1924, con la scoperta del bambino di Taung in Sudafrica, a quel tempo il fossile di ominide più antico e di circa due milioni di anni precedente alla mandibola di Mauer, ci si accorse che non si era ancora arrivati a scoprire l'antenato comune.

## Relazione con i moderni umani

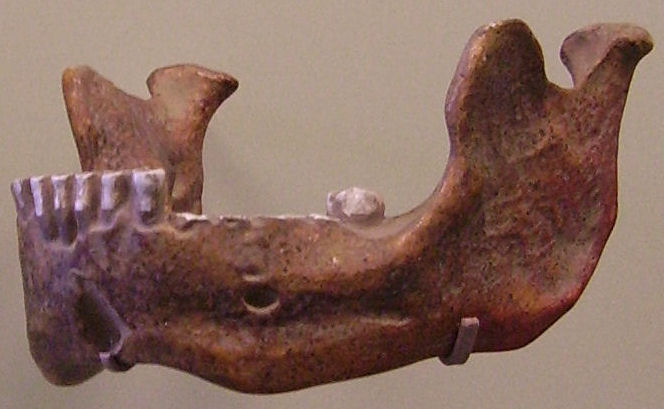
Vista laterale (replica)

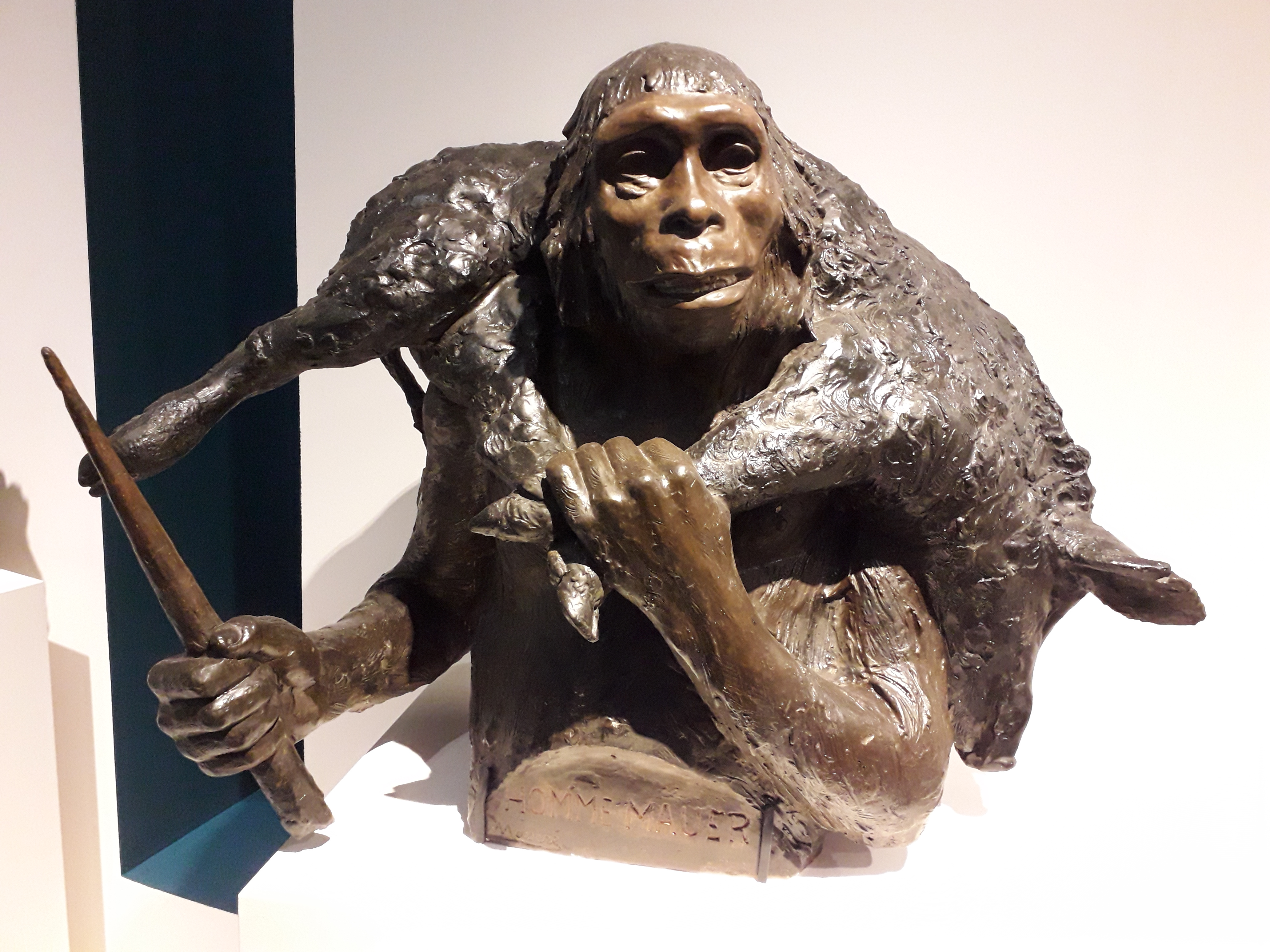
Busto in bronzo dell' Homo heidelbergensis con un cinghiale sulle spalle, opera di Louis Mascré e Aimé Rutot, 1909–1914 (Institut royal des Sciences naturelles de Belgique, Brussels).

La mandibola di Mauer è l'olotipo della specie Homo heidelbergensis. Secondo gli studiosi "l'anatomia è chiaramente più primitiva dell'Uomo di Neandertal, ma l'arco dentale armoniosamente arrotondato e la fila completa dei denti sono già tipicamente di tipo umano". Basandosi su queste circostanze (la delineazione cronologica tra il più recente Neandertal e fossili più antichi come Homo erectus), alcuni studiosi considerano oggi giustificato assegnare la mandibola Mauer 1 a una specie indipendente. Secondo Chris Stringer, " l’Homo heidelbergensis occupa un posto a sé stante tra il più ancestrale Homo erectus e i più recenti Neandertal e sapiens"; si può considerare l'ultimo antenato comune tra il Neandertal e l'uomo anatomicamente moderno.
Secondo altri ricercatori invece, lo sviluppo evoluzionario filogenetico in Africa e poi in Europa fu un processo graduale passando dall’Homo erectus al Neandertal attraverso l’Homo heidelbergensis. Pertanto questi ricercatori preferiscono non utilizzare la designazione Homo heidelbergensis. In questo caso l'uomo della mandibola Mauer 1 viene classificato come una forma tardiva locale (europea) dell' Homo erectus.
C'è comunque un generale accordo tra tutti i paleoantropologi che la mandibola di Mauer non appartenga a un immediato progenitore della linea dell'uomo moderno. Viene piuttosto considerata di un discendente delle recenti migrazioni dall'Africa all'Europa (quindi 
Homo erectus o Homo heidelbergensis), i cui più antichi fossili al di fuori dell'Africa risalgono a 1,8 milioni di anni fa. L'ultimo discendente di questa prima fase di emigrazione verso l'Europa è stato il Neandertal, che si estinse circa 30.000 anni fa. I primi membri della specie Homo sapiens arrivarono in Europa solo durante una recente ondata migratoria attorno a 40-30.000 anni fa.

## Le immagini originali pubblicate per la descrizione della specie

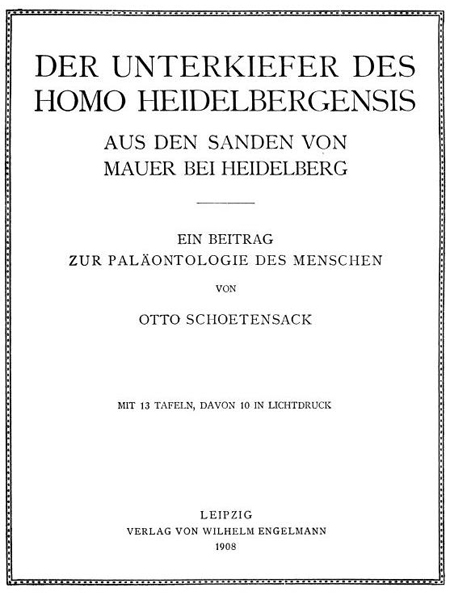
Frontespizio originale della monografia di Otto Schoetensack del 1908 sull' Homo heidelbergensis
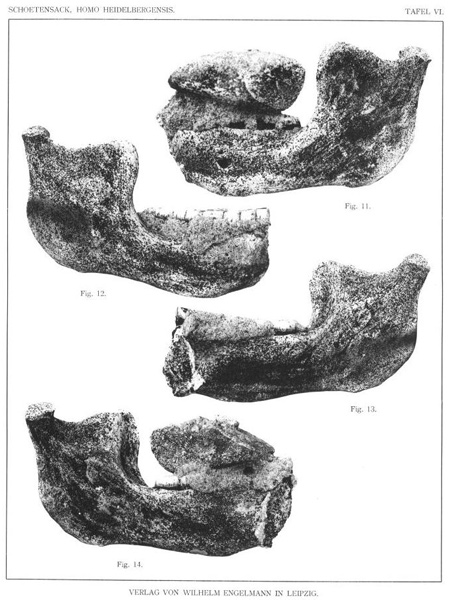
Le condizioni originali della mandibola con il materiale cementato
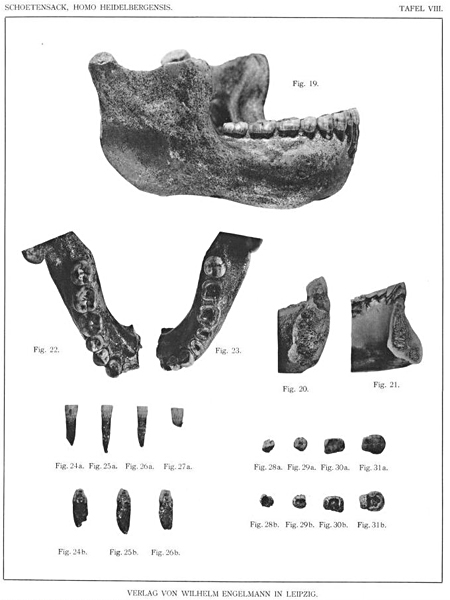
Dopo la ripulitura
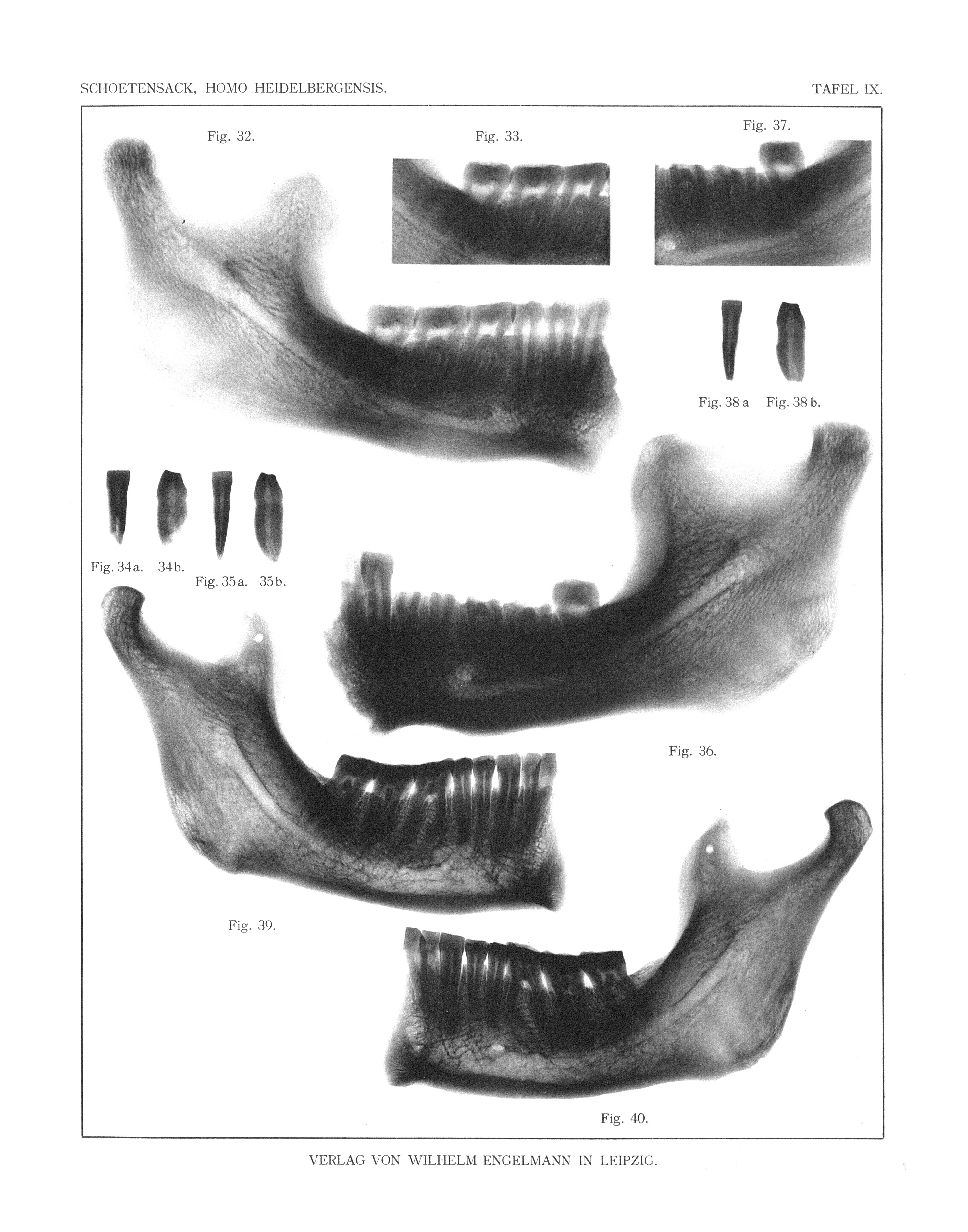
Radiografia
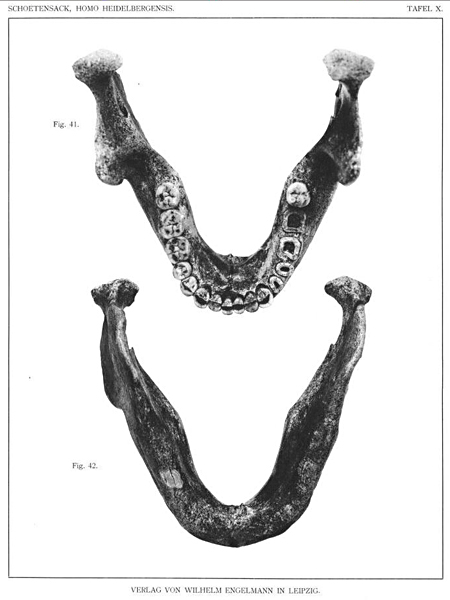
Vista inferiore e superiore